# Paroisse Saint-Michel-l'Abbaye
La paroisse Saint-Michel-l’Abbaye est l’une des 59 paroisses du diocèse de Luçon, dans le département de la Vendée.
Le chef-lieu paroissial se situe à Saint-Michel-en-l’Herm.

## Hagiotoponymie
La paroisse tire son nom de l’archange Michel et de l’abbaye royale située à Saint-Michel-en-l’Herm.

## Territoire
La paroisse Saint-Michel-l’Abbaye regroupe les communes de L’Aiguillon-sur-Mer (et La Faute-sur-Mer), de Grues, de Saint-Denis-du-Payré, de Saint-Michel-en-l’Herm et de Triaize.

## Organisation

### Siège
Le siège de la paroisse est fixé au 2, rue Paul-Berjonneau, à Saint-Michel-en-l’Herm.

### Lieux de culte et presbytères
| Commune                              | Édifice                                                  |
| ------------------------------------ | -------------------------------------------------------- |
| L’Aiguillon-sur-Mer La Faute-sur-Mer | Église Saint-Nicolas                                     |
| Grues                                | Église Saint-Nicolas                                     |
| Saint-Denis-du-Payré                 | Église Saint-Denis                                       |
| Saint-Michel-en-l’Herm               | Église Saint-Michel Presbytère de Saint-Michel-en-l’Herm |
| Triaize                              | Église Sainte-Jean-l’Évangéliste                         |

### Liste des curés
- Guy Demonchy (depuis 2010)[2]